# Скаржин-Кольонія
Скаржин-Кольонія (пол. Skarżyn-Kolonia) — село в Польщі, у гміні Малянув Турецького повіту Великопольського воєводства.
Населення — 160 осіб (2011).
У 1975-1998 роках село належало до Конінського воєводства.

## Демографія
Демографічна структура станом на 31 березня 2011 року:
|          | Загалом | Допрацездатний вік | Працездатний вік | Постпрацездатний вік |
| -------- | ------- | ------------------ | ---------------- | -------------------- |
| Чоловіки | 79      | 17                 | 54               | 8                    |
| Жінки    | 81      | 19                 | 46               | 16                   |
| Разом    | 160     | 36                 | 100              | 24                   |